# Abbas II van Egypte

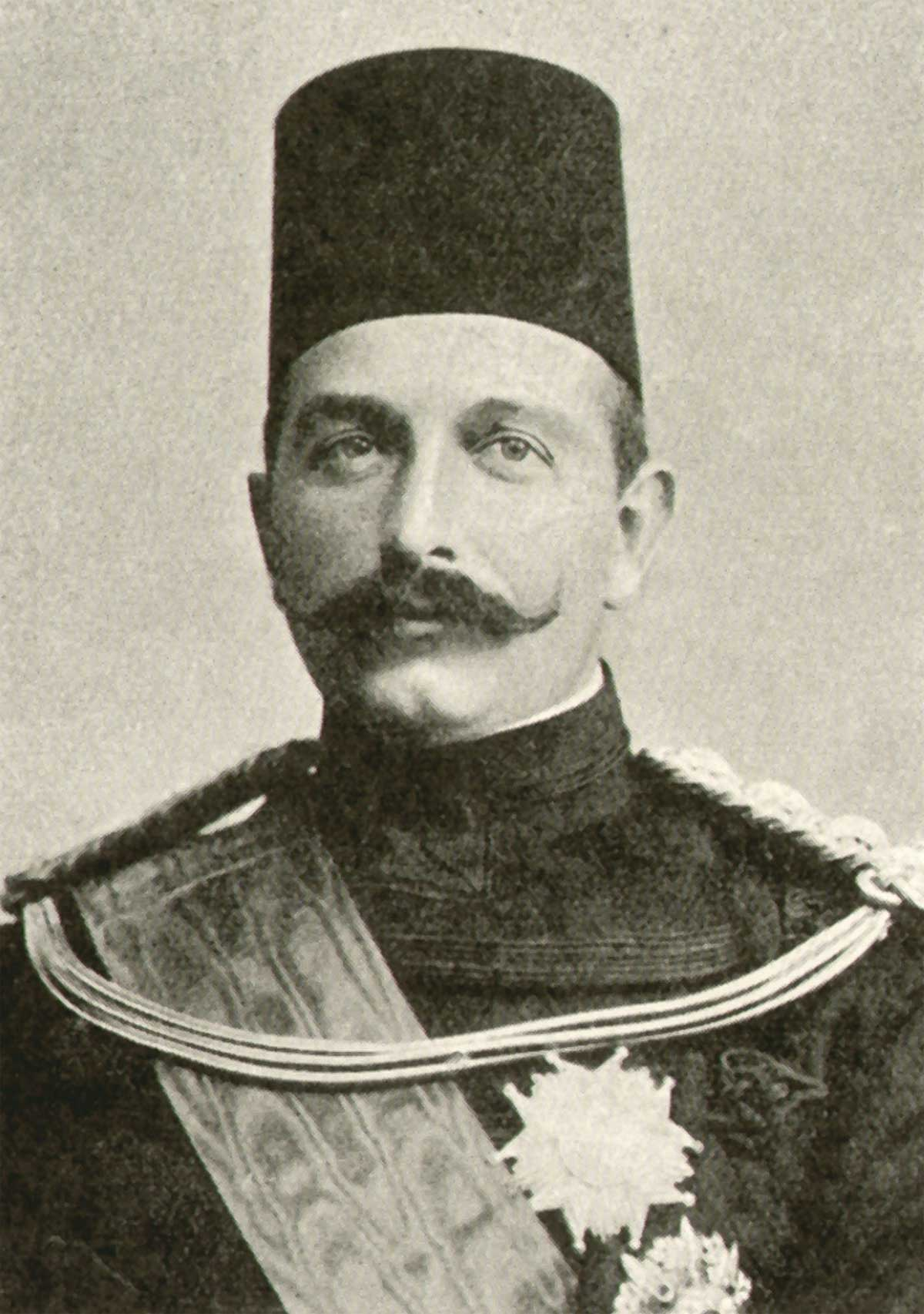
Abbas II

Abbas II (Arabisch: عباس حلمي الثاني) (Alexandrië, 14 juli 1874 - Genève, 19 december 1944), voluit Z.H. Sa'adat Sahib al-Tal'a al-vaiqa al-Khedivi al-Afkham wa'l-duari al-Akram of Abbas Hilmi II was kedive of onderkoning van Egypte van 1892 tot 1914. Hij voerde de titels "Heerser van Nubië", "Heerser van de Soedan, Kordofan en Darfoer". Als kedive van Egypte was hij een leenman van de Turkse Sultan al had de Britse regering in de praktijk de controle over Egypte gekregen.

## Biografie
Deze oudste zoon van kedive Muhammad Tawfik Pasha en Prinses Amina Najiya Khanum Effendimiz, Valida Sultana werd in Genève en aan het Theresianum in Wenen opgeleid. Hij sprak dan ook uitstekend Turks, de voertaal in zijn Turkse familie, Frans, Engels en Duits. Hij sprak als eerste van zijn dynastie ook Arabisch. Op 7 januari 1892 volgde hij zijn op die dag gestorven vader op. Toen de Eerste Wereldoorlog onverwacht uitbrak was onduidelijk aan welke zijde de Turkse Sultan stond. Na enige aarzeling koos de Turkse regering de kant van Oostenrijk en Duitsland. Kedive Abbas die toevallig in Constantinopel verbleef kon daarom niet terugkeren naar zijn, door de Britten gecontroleerde, land. Hij werd op 18 december 1914 afgezet. Op die dag verving het Verenigd Koninkrijk het Turkse protectoraat door een Brits protectoraat. Abbas II werd vervangen door zijn oom Husain Kamil.
Abbas II steunde zijn Sultan, hij voerde het commando tijdens een Turkse aanval op het Suezkanaal. Daarop werd hij door zijn familie verstoten en onteigend.
Abbas II heeft zijn troonsafstand pas op 12 mei 1931 in Lausanne erkend.
Als koning in alles behalve naam, en werkelijke macht, want die lag bij de Britse Consul-generaal, werd Abbas II door Nederland en België onderscheiden met het Grootkruis in de Orde van de Nederlandse Leeuw en het Grootlint in de Leopoldorde.
Er waren meer decoraties, allereerst van zijn Turkse suzerein die hem in 1895 de Orde van het Huis van Osman (Hanedan-i-Ali-Osman Nishani) en de Orde van de Eer (Nishan-i-Ali-Imtiaz) verleende. Hij droeg ook de Grootkruisen van de Orde van Sint-Alexander Newski met briljanten, Sint-Stanislaus, Maha Chakri, de Poolster, de Frans-Jozef Orde, het Legioen van Eer, de Orde van de Dannebrog, de Leopoldsorde van Oostenrijk, de Orde van Chula Chom Klao van Thailand, Karel III van Spanje, Huisorde van Peter Friedrich Ludwig van Oldenburg, de Saksisch-Ernestijnse Huisorde, de Albrechtsorde, de Orde van de Verlosser, de Orde van Danilo, de Orde van Carol I, de Piusorde, de Orde van Sint-Stephanus, de Orde van Sint-Mauritius en Sint-Lazarus, de Ludwigsorde van Hessen, de Ster van Ethiopië, de Orde van Sharifian Alawaidis van Marokko, de Orde van de Verhevenen (Wisam al-Aliyeh) van Zanzibar met briljanten en de Orde van de Zwarte Adelaar van Albanië.
De Britten verleenden hem achtereenvolgens de hoogste graad in de Orde van Sint-Michaël en Sint-George (1891), de Orde van het Bad (1892, civiele divisie) en de Koninklijke Orde van Victoria (1900), allen honorair. In 1905 volgde de exclusieve Koninklijke Victoriaanse Keten
Na 1914 droogde de stroom van onderscheidingen op, alleen de Duitse Keizer bedacht zijn onfortuinlijke bondgenoot in december 1914 nog met de Keten en de gouden ster van de Orde van de Rode Adelaar.
Abbas II huwde driemaal. De eerste twee huwelijken eindigden in echtscheidingen.
- Prinses Nikah Iqbal Khanum, Khediva Effendimiz.
- May Török de Szendrö, een Oostenrijkse die na haar bekering Zubaida bint 'Abdu'llah
- Een onbekende Oostenrijkse in 1935[1].

Abbas II kon pas na zijn dood naar Egypte terugkeren. Hij ligt in Caïro begraven.
- Bibliothèque nationale de France: cb14977594z (data)
- CiNii: DA11129392
- Gemeinsame Normdatei: 118845853
- International Standard Name Identifier: 0000 0001 2281 0280
- Library of Congress Control Number: n83026460
- Nationale Bibliotheek van Israël: 987007257328505171
- Nederlandse Thesaurus van Auteursnamen: 089817680
- Réseau des bibliothèques de Suisse occidentale: 02-A023066377
- Istituto Centrale per il Catalogo Unico: RMSV047888
- LIBRIS: 290834
- Système universitaire de documentation: 061588296
- TDVİA: abbas-hilmi-ii
- Virtual International Authority File: 64804840
- WorldCat: E39PBJmdq94h7J6PQdYGwp6R8C